# 100 Books by August Derleth
100 Books by August Derleth là một thư mục các cuốn sách của tác giả người Mỹ August Derleth. Cuốn sách được phát hành vào năm 1962 bởi Arkham House với số lượng 1.225 bản. Khoảng 200 bản sao của ấn bản đã được đóng gói trong bảng ảnh cho các thư viện (ấn bản được phát hành mà không có bìa bọc bên ngoài). Lời nói đầu là của Donald Wandrei.
Bìa cuốn sách bao gồm hai hình ảnh, một tấm là ảnh của Derleth trong văn phòng của mình, tấm còn lại của Derleth với các con, Walden William và April Rose. Ngoài ra còn có một hình minh họa mô phỏng lại một chứng chỉ giả được trao cho Derleth với ngành học "Tiến sĩ Triết học thần thoại" từ Đại học Miskatonic.

## Nội dung
- "Lời nói đầu" by Donald Wandrei
- Biographical
- Bibliographical
- A Checklist of Published Books
- Awaiting Publication
- Work in Progress
- Summary
- Recordings
- Compilations
- Anthologies / Textbooks
- Publications
- Films
- Lectures
- Appraisals
- From the Reviews
- Self-Appraisal

## In lại
- Verona, WI:  E.V.A., 1974.